# Zygodon longicellularis
Zygodon longicellularis är en bladmossart som beskrevs av O. Griffin 1990*. Zygodon longicellularis ingår i släktet ärgmossor, och familjen Orthotrichaceae. Inga underarter finns listade i Catalogue of Life.